# Petter Carlsen
Pour les articles homonymes, voir Carlsen.
Petter Carlsen (né le 19 décembre 1979 ) est un chanteur d'origine norvégienne.
Il sort en 2006 un EP  A Taste Of What To Come. En avril 2008, il signe un contrat avec le label EMI norway et sort son premier album en 2009 You go bird. Le 31 janvier 2011, Petter sort son deuxième album,  Clocks dont count, sur un label indépendant Friskt Pust Records/Musikkoperatørene.

## Apparition
Petter Carlsen a fait la première partie du groupe Anathema en tournée pour l'album We're here because we're here en 2010 et 2011. Il fera également la première partie de Blackfield à Paris le 6 février 2014.
Il enregistre plusieurs titres de l'album Trips de Long Distance Calling.

## Discographie
2009 : You go bird (EMI norway)
1. You Go Bird
2. Pull The Brakes
3. The Sound Of You And Me
4. A Taste Of What´s To Come
5. If Said Was
6. From Now On
7. Paindrops
8. Half
9. Race
10. In The Time After

2011 : Clocks dont count (Friskt Pust Records/Musikkoperatørene)
1. 'Table For One
2. Spirits In Need
3. One Of Those Days
4. Even Dead Things Feel Your Love
5. Built To Last
6. The World Can Wait
7. A Simple Reminder
8. Cornerstone
9. Home
10. Waiting In The Wings

2014 : Sirens